# اليوم الدولي للحياد
اليوم الدولي للحياد هو حدث للأمم المتحدة، يُقام في 12 ديسمبر من كل عام، أقرته الجمعية العامة للأمم المتحدة في 2 فبراير 2017، ويهدف إلى تعزيز الوعي العام بقيمة الحياد في العلاقات الدولية، ويأتي ذلك في مواجهة تصاعد التوترات السياسية في العالم، حيث تسهم سياسة الحياد في تعزيز السلم والأمن العالمي، وتلعب دوراً هاماً في إقامة علاقات سلمية وودية ومفيدة بين دول العالم.

## وصلات خارجية
- الموقع الرسمي.